# Erastria combinataria
Erastria combinataria là một loài bướm đêm trong họ Geometridae.